# Вест Елизабет (Пенсилванија)
Вест Елизабет (енгл. West Elizabeth) град је у америчкој савезној држави Пенсилванија.

## Демографија
По попису из 2010. године број становника је 518, што је 47 (-8,3%) становника мање него 2000. године.
| Група             | 2000.       | 2010.       |
| Белци             | 561 (99,3%) | 501 (96,7%) |
| Афроамериканци    | 1 (0,2%)    | 15 (2,9%)   |
| Азијати           | 2 (0,4%)    | 0 (0,0%)    |
| Хиспаноамериканци | 0 (0,0%)    | 0 (0,0%)    |
| Укупно            | 565         | 518         |